# Moritz Hagemann
Moritz Hagemann, född 3 mars 1810 utanför Rendsborg i Holstein, död 10 mars eller 19 mars 1884 i Östanå, var en dansk godsägare och bruksägare.
Moritz Hagemann blev 1830 student i Kiel, där han studerade rätts- och statsvetenskapliga ämnen på Kiels universitet. Han köpte 1838 godset Udmark (Ohrfeld) vid Kappeln i Slesvig. Han blev 1840 medlem av den slesvigska provinsialständerförsamlingen. Under Slesvig-holsteinska kriget från 1848 visade Hagemann öppenhet sin lojalitet för Danmark genom att skicka manskap från sin egendom norrut och bära dansk kokard. Han blev därför 1852 landkommissarie i Slesvig och medlem av Rigsrådet och röstade 1863 för Novemberförfattningen. År 1864 blev Hagemann avsatt av den nya preussiska styret från sina ämbeten, men stannade kvar i Slesvig som dansk undersåte till 1869, då han sålde sitt gods. 
Han köpte 1872 Östanå pappersbruk, där han dog 1884.